# 安托万·拉瓦锡
安托万-洛朗·德·拉瓦锡（；1743年8月26日—1794年5月8日），法国贵族，化学家、生物学家，被後世尊稱為“近代化學之父”。
他使化学从定性转为定量，給出了氧與氫的命名，:48:229並且預測了硅的存在。他幫助建立了公制。
拉瓦锡提出了「元素」的定義，按照這定義，於1789年發表第一個現代化學元素列表，列出33種元素，其中包括光與熱和一些當時被認為是元素的化合物:636-637。
拉瓦锡的貢獻促使18世紀的化學更加物理及數學化。他提出规范的化学命名法，撰写了第一部真正現代化学教科书《化學基本論述》（Traité Élémentaire de Chimie）。他倡导并改进定量分析方法并用其验证了质量守恒定律。
他創立氧化说以解释燃烧等实验现象，指出动物的呼吸实质上是缓慢氧化。这些划时代贡献使得他成为历史上最伟大的化学家之一。
拉瓦锡曾是包税商，因此他有充足的资金进行科学研究。但也因此在法国大革命中使他被送上断头台而死。

## 早年生活与研究

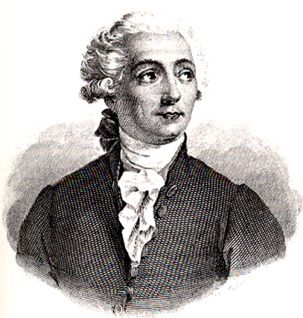
拉瓦锡肖像

安托万·拉瓦锡出生在法國巴黎一个律师家庭，並在5歲時因母親過世而繼承了一大筆財產。他在1759年到1768年間於马萨林学院学习。家人想要他成為一名律師，但是他本人卻对自然科学更感兴趣。
1767年他进入巴黎大学法学院学习，获得律师资格。课余时间他继续学习自然科学，从鲁埃尔那里接受了系统的化学教育和对燃素说的怀疑。
1776年至1783年他作为地理学家盖塔的助手，进行采集法国矿产、绘制第一份法国地图的工作。在考察矿产过程中，他研究了生石膏与熟石膏之间的转变，同年参加法国科学院关于城市照明问题的徵文活动获奖。
1767年他和盖塔共同组织了对阿尔萨斯-洛林地区的矿产考察。
1768年，年仅25岁的拉瓦锡成为法兰西科学院院士。
1770年有一派学者坚持波义耳已经否定的四元素说，认为水长时间加热会生成土类物质。为了搞清这个问题，拉瓦锡将蒸馏水密封加热了543天，发现的确有微量固体出现。他使用天平进行测量，发现容器质量的减少正等于产生固体物的质量，而水质量没有变化，从而驳斥了这一观点。
1771年拉瓦锡与同事的女儿，13岁的玛丽-安娜·皮埃雷特结婚。玛丽-安娜·皮埃雷特通晓多种语言，多才多艺，她替拉瓦锡翻译英文文献，並为他的书籍繪製插图并保存拉瓦锡实验记录，协助丈夫进行科学研究。

## 氧化学说

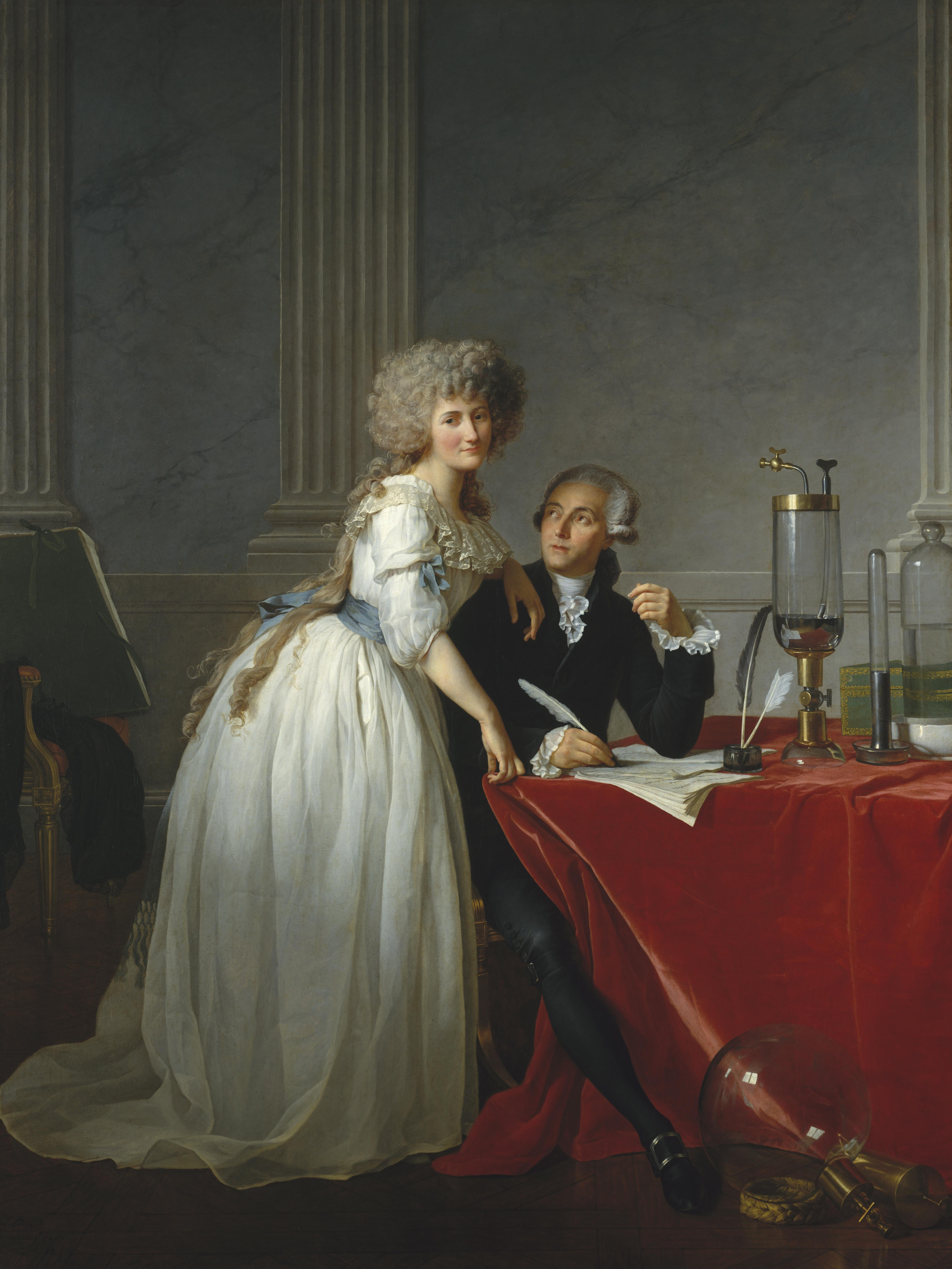
「拉瓦锡伉儷」，由大卫所繪

为了解释「燃烧」这一常见的化学现象，德国医生贝歇尔提出燃素说，认为物质在空气中燃烧是物质失去燃素，空气得到燃素的过程。燃素说可以解释一些现象，因此很多化学家包括普利斯特里和舍勒等人都拥护这一说法。普利斯特里更是将自己发现的氧气称为“脱燃素空气”，用来解释物质在氧气中燃烧比空气中剧烈。但是燃素说始终难以解释金属燃烧之后变重这个问题。一派人索性认为这是因为测量的误差导致，另一派比较极端的燃素说维护者甚至认为在金属燃烧反应中燃素带有负质量。
面对如此的局面，1782年秋天开始拉瓦锡对硫、锡和铅在空气中燃烧的现象进行研究。为了确定空气是否参加反应，他设计了著名的钟罩实验。通过这一实验，可以测量反应前后气体体积的变化，得到参与反应的气体体积。他还将铅在真空密封容器中加热，发现质量不变，加热后打开容器，发现质量迅速增加。尽管实验现象与燃素说支持者相同，但是拉瓦锡提出了另一种解释，即认为物质的燃烧是可燃物与空气中某种物质结合的结果，这样可以同时解释燃烧需要空气和金属燃烧后质量变重的问题。但是此时他仍然无法确定是那一种组分与可燃物结合。
1774年10月普利斯特里访问巴黎，和拉瓦锡进行讨论。这次讨论和拉瓦锡后来的成果的关系至今仍有争论，普利斯特里在后来文章中说并将自己加热汞灰（氧化汞）生成气体（氧气）这一结果告诉拉瓦锡。而有些人则认为并非如此。
1775年路易十六宣布将火药工业国有化，拉瓦锡被派往巴黎军火库进行国有化工作，同时设计新的硝石制备方法来提高黑火药的性能。在他的努力下，法国的枪械的火力迅速提高。工作之余他建立了自己的实验室，继续进行燃烧研究。他直接加热氧化汞，发现一种性质类似于平常的空气的气体产生。这种气体可以支持燃烧与呼吸，并且与一氧化氮混合后体积减小。最开始他将这种气体和空气混为一谈。普利斯特里读到拉瓦锡文章之后指出，拉瓦锡所提到的这种气体就是他所发现的“脱燃素空气”，并且指明这种气体的反应效果比空气强很多。拉瓦锡接受了普利斯特里的批评，同时确认了这就是他一直寻找的那种在空气中的支持燃烧的气体。
在1777年的《燃烧概論》（Sur la combustion en général）和1778年的《酸性概論》（Considérations générales sur la nature des acides）中，他正式阐释了自己的氧化说。认为燃烧是物质和空气中约占五分之一的氧气反应的结果。同时基于很多燃烧产物的水溶液具有酸性，他得出任何酸中都含有氧的错误结论，所以1779年他将空气中支持燃烧的一部分命名为氧气（oxygen、希腊语：形成酸的），另一部分命名为氮气（azote、希腊语：无生命的）。

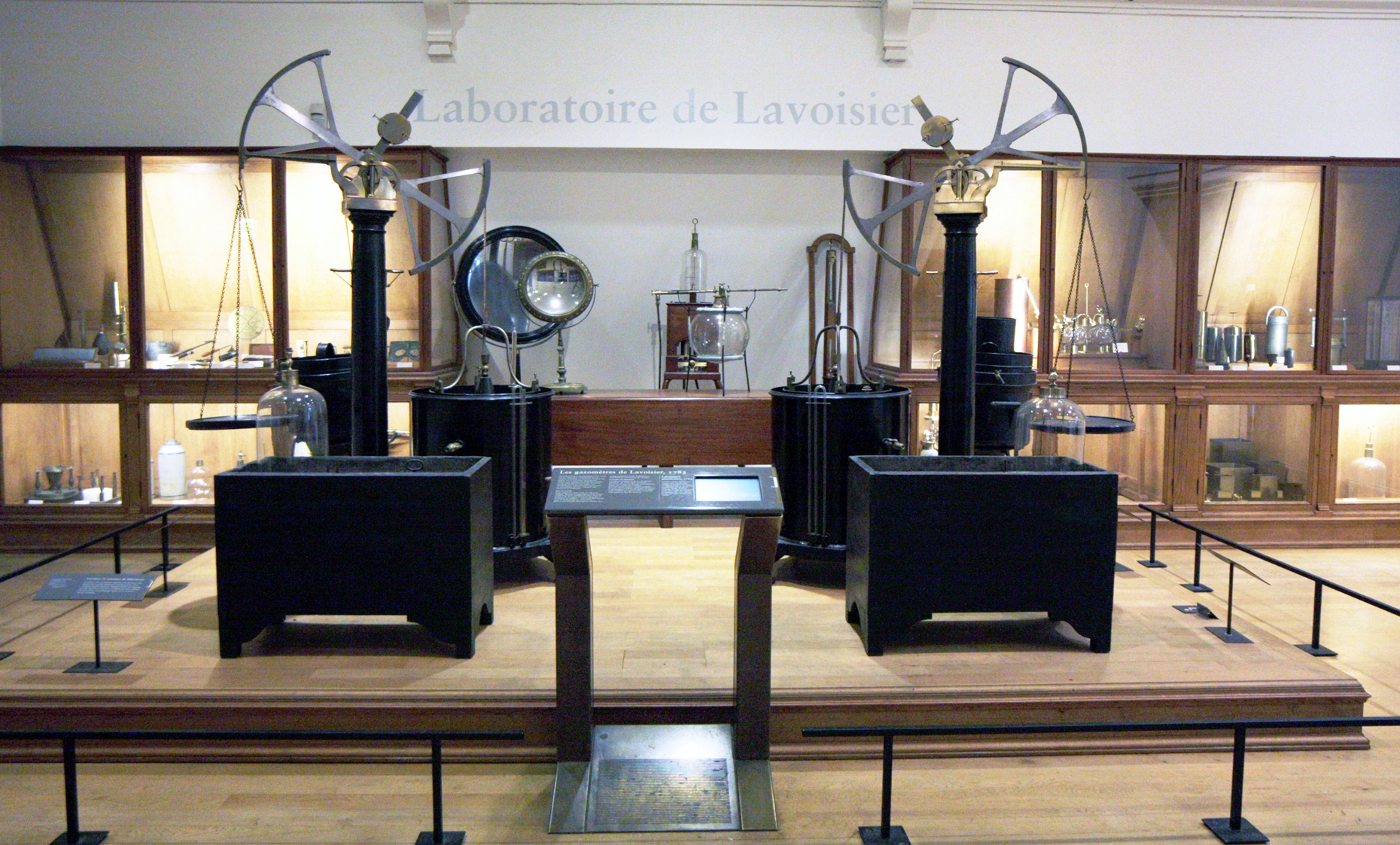
拉瓦锡的實驗室，收藏於法国技术与工艺博物馆

随后，拉瓦锡开始关注普利斯特里关于血液在氧气保持红色而在二氧化碳中变黑的描述，认为动物的呼吸作用可能也是一种氧化过程。他和拉普拉斯共同进行研究，他们使用豚鼠进行实验，通过测量冰盒中冰块的融化得出呼吸放出的热量，同时测量豚鼠呼出的二氧化碳。另一方面他们燃烧可以生成同样二氧化碳的木炭，测量其放出的热量。发现两者有一定类似关系，从而初步得出了动物的呼吸作用实质上是缓慢的氧化过程的结论。
1783年亨利·卡文迪什发现了「可燃气体」即氢气，发现它可以与氧气生成水，但是卡文迪许仍然将这一反应視为燃素转移所導致的結果。此时卡文迪许的助手访问巴黎，将这一成果告诉拉瓦锡。拉瓦锡马上意识到这一反应正是氧化说的有力佐证，并且自己进行实验将水蒸氣通过热枪筒，发现水被分解了。他发表文章提出水实质上是一種化合物，并用自己的学说对其生成和分解进行了简洁而圆满的解释，但是拉瓦锡很少在论文中写明借助了他人的工作，这是他的一个缺陷。拉瓦锡从氢气燃烧生成水这一实验事实感觉到以前的实验忽略了对呼出气体中的水的测定。于是他请了一个助手来进行人体实验，希望可以搞清人类呼吸的实质。但是这一实验被法国大革命所中断，后来他的助手完成了实验，初步证明了人的呼吸中有碳和氢的氧化过程。

## 新理论的传播与统一度量衡

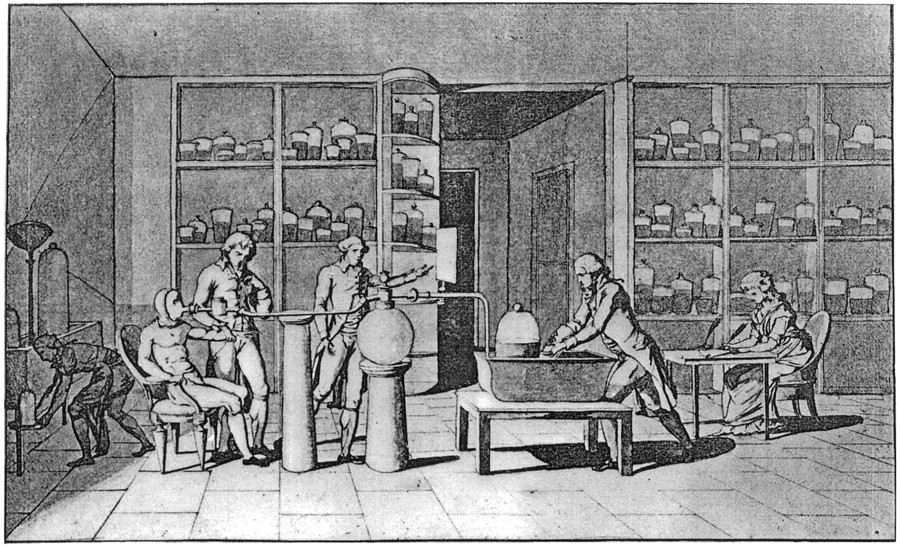
拉瓦锡正在進行實驗

1787年之后拉瓦锡社会职务渐重，用于科学研究时间较少。主要进行化学命名法改革，自己研究成果的总结和新理论的传播工作。他先与贝托莱等人合作，设计了一套简洁的化学命名法。
1787年他在《化学命名法》（Méthode de nomenclature chimique）中正式提出这一命名系统，目的是使不同语言背景的化学家可以彼此交流，其中的很多原则加上后来柏济力阿斯的符号系统，形成了至今沿用的化学命名体系。接下来，他总结了自己的大量的定量试验，证实了质量守恒定律 。这个定律的想法并非他独创，在拉瓦锡之前很多自然哲学家与化学家都有过类似观点，但是由于对实验前后质量测试的不准确，有些人开始怀疑这一观点。
1748年，俄罗斯化学家米哈伊尔·瓦西里耶维奇·罗蒙诺索夫曾精确的进行了测定，并且提出了这一定律的描述，但是由于莫斯科大学处于欧洲科学研究的中心之外，所以他的观点没有被人注意到。
基于氧化说和质量守恒定律，1789年拉瓦锡发表了《化学基础论》（Traité Élémentaire de Chimie）这部集他的观点之大成的教科书，在这部书里拉瓦锡定义了元素的概念，并对当时常见的化学物质进行了分类，总结出三十三种元素（尽管一些实际上是化合物）和常见化合物，使得当时零碎的化学知识逐渐清晰化。在该书中的实验部分中拉瓦锡强调了定量分析的重要性。最重要的是拉瓦锡在这部书中成功的将很多实验结果通过他自己的氧化说和质量守恒定律的理论系统进行了圆满的解释。这种简洁、自然而又可以解释很多实验现象的理论系统完全有别于燃素说的繁复解释和各种充满炼金术术语的化学著作，很快产生了轰动效应。坚持燃素说的化学家如普利斯特里对其坚决抵制，但是年轻的化学家非常欢迎，这部书也因此与波以耳的《怀疑派的化学家》一样，被列入化学史上划时代的作品。到1795年左右，欧洲大陆已经基本全部接受拉瓦锡的理论。
法兰西科学院常会由政府资助，给予科学家薪水同时要求完成某些任务。由于拉瓦锡的很强的工作能力，他参与了很多这种任务并负责起草报告。其中影响很大是统一法国的度量衡。
1790年法兰西科学院组织委员会负责制定新度量衡系统，人员有拉瓦锡、孔多塞、拉格朗日和蒙日等。
1791年拉瓦锡起草了报告，主张采取地球极点到赤道的距离的一千万分之一为标准（约等于1米）建立米制系统。接着科学院指定拉瓦锡负责质量标准的制定。经过测定，拉瓦锡提出质量标准采用千克，定密度最大时的一立方分米水的质量为一千克。这种系统尽管当时受到了很大阻力，但是今天已经被世界通用。

## 社会活动及處死

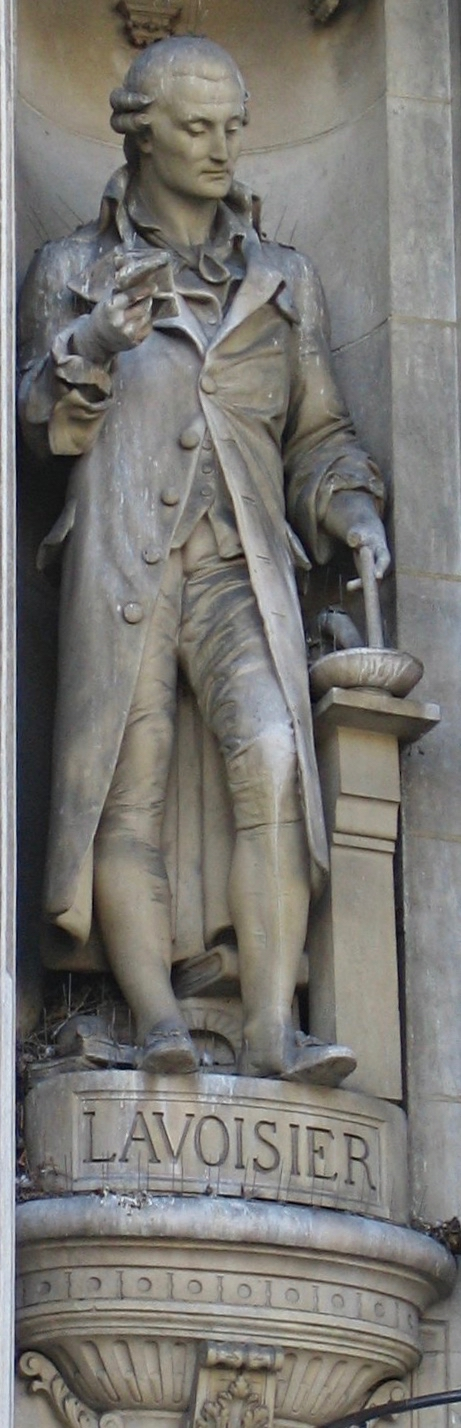
拉瓦锡的雕像，位於巴黎市政廳

1768年拉瓦锡加入法国由国王直接管辖的税务机关（Fermi）。当时的法律规定，如果税务官收的税除去交给国王的还有剩余，那么就由他自己支配，因此很多税务官不用工作也有大笔的收入。这使得很多纳税人特别是农民对税务官印象极差。拉瓦锡本人也收入颇丰，他将大部分收入用于购买和制造仪器。他倡议盐税改革，修筑城墙以打击走私。甚至在自己的农场进行农业化学实验，希望可以通过提高产量来抵消高税收的影响。但是他最终受累于税务官这一身份。
1780年青年科学家马拉向法兰西科学院提交了一篇关于新燃烧理论的论文，希望可以加入学院，拉瓦锡作为学院里最有影响力的人物之一，对这篇论文评价很低。法国大革命爆发后，雅各宾派掌权，已经成为雅各宾派领导人的马拉写小册子抨击原来的税务官，其中指责拉瓦锡为了防止走私所修筑的城墙污染巴黎空气，向烟草上洒水增加重量，盘剥百姓。而实际上拉瓦锡是为了防止烟草干燥才要求洒水，并且在洒水之前要称重，所有交易以干重为标准。这部小册子的攻击使得民众对税务官的仇恨达到了顶峰。
1794年拉瓦锡被捕，5月8日被定罪，而且在当天与其他27个税务官一起遭到断头台處死。據說他在行刑前跟砍頭的劊子手夏爾·桑松溝通，說自己被砍下頭後會儘量多眨眼，以此來确定人在頭被砍下來後是否還有知覺。據說拉瓦锡被砍頭後一共眨了十一次眼才失去意識。這段謠傳只是探索頻道節目來賓轉述他所聽到的杜撰故事，史料記載並沒有任何眨眼相關的紀錄。而法国大革命结束后他被重新判定为无罪并被平反。
拉瓦锡死后，拉格朗日惋惜道：「他们只一瞬间就砍下了这颗頭，但再过一百年也找不到像他那样杰出的脑袋了。」所幸拿破仑当政后非常注重科学的研究，尊重科学家，建立了巴黎综合理工学院，拉普拉斯、拉格朗日、克劳德·贝托莱等人都得到了很好的研究条件，法国的科学研究才并未停滞。

## 著作
- 化學史
- 燃素说
- Opuscules physiques et chimiques （页面存档备份，存于） (Paris: Chez Durand, Didot, Esprit, 1774). (Second edition, 1801 （页面存档备份，存于）)
- L'art de fabriquer le salin et la potasse, publié par ordre du Roi, par les régisseurs-généraux des Poudres & Salpêtres (Paris, 1779).
- Instruction sur les moyens de suppléer à la disette des fourrages, et d’augmenter la subsistence des bestiaux, Supplément à l’instruction sur les moyens de pourvoir à la disette des fourrages, publiée par ordre du Roi le 31 mai 1785 (Instruction on the means of compensating for the food shortage with fodder, and of increasing the subsistence of cattle, Supplement to the instruction on the means of providing for the food shortage with fodder, published by order of King on 31 May 1785).
- (with Guyton de Morveau, Claude-Louis Berthollet, Antoine Fourcroy) Méthode de nomenclature chimique (Paris: Chez Cuchet, 1787)
- (with Fourcroy, Morveau, Cadet, Baumé, d'Arcet, and Sage) Nomenclature chimique, ou synonymie ancienne et moderne, pour servir à l'intelligence des auteurs. （页面存档备份，存于） (Paris: Chez Cuchet, 1789)
- Traité élémentaire de chimie, présenté dans un ordre nouveau et d'après les découvertes modernes （页面存档备份，存于） (Paris: Chez Cuchet, 1789; Bruxelles: Cultures et Civilisations, 1965) (lit. Elementary Treatise on Chemistry, presented in a new order and alongside modern discoveries) also here
- (with Pierre-Simon Laplace) "Mémoire sur la chaleur," Mémoires de l’Académie des sciences (1780), pp. 355–408.
- Mémoire contenant les expériences faites sur la chaleur, pendant l'hiver de 1783 à 1784, par P.S. de Laplace & A. K. Lavoisier （页面存档备份，存于） (1792)
- Mémoires de physique et de chimie (1805: posthumous)

### 引用
1. 1 2  
Schwinger, Julian. . New York: Scientific American Library. 1986: 93. ISBN 0-7167-5011-2.
2. ↑  ", He is also considered as the "Father of Modern Nutrition", as being the first to discover the metabolism that occurs inside the human body. Lavoisier, Antoine. （页面存档备份，存于）" Encyclopædia Britannica. 2007. Encyclopædia Britannica Online. 24 July 2007.
3. ↑  Stwertka, Albert. . Oxford University Press. 1996: 16–21. ISBN 0-19-508083-1.
4. 1 2  Emsley, John. . Oxford, England: Oxford University Press. 2001. ISBN 0-19-850341-5.
5. ↑  Charles C. Gillespie, Foreword to Lavoisier by Jean-Pierre Poirier, University of Pennsylvania Press, English Edition, 1996.
6. ↑   . . New York: Robert Appleton Company. 1913.
7. ↑  . FamousScientists.org.   [2011-12-15]. （原始内容存档于2019-04-06）.
8. ↑  Eagle, Cassandra T.; Jennifer Sloan.  (PDF). The Chemical Educator. 1998, 3 (5): 1 – 18  [14 December 2007]. doi:10.1007/s00897980249a. （原始内容 (PDF)存档于2012-02-17）.
9. ↑  in French （页面存档备份，存于） and Memoir on Combustion in General （页面存档备份，存于） (English translation)
10. ↑  .   [2012-09-21]. （原始内容存档于2013-06-17）.
11. ↑  Bryson, Bill. . 2003. ISBN 0-375-43200-0.
12. ↑  .   [2021-09-07]. （原始内容存档于2021-09-07）.
13. ↑  .   [2021-09-07]. （原始内容存档于2021-09-07）.
14. ↑  Adams, C. Triumph of the Straight Dope; Ballantine Books: New York, NY, 1999; pp 262–264.
15. ↑  .   [2024-03-21]. （原始内容存档于2024-03-21）.
16. ↑  Delambre, Jean-Baptiste. Serret, J. A. , 编.  1: xl. 1867. |contribution=被忽略 (帮助)
17. ↑  Guerlac, Henry. . New York: Charles Scribner's Sons. 1973: 130.

## 相關文獻
- Location of Lavoisier's laboratory in Paris （页面存档备份，存于）
- Radio 4 program on the discovery of oxygen （页面存档备份，存于） by the BBC
- Who was the first to classify materials as "compounds"? （页面存档备份，存于） – Fred Senese
- Cornell University's Lavoisier collection （页面存档备份，存于）
- Berthelot, M. . Paris: Alcan. 1890.
- Catalogue of Printed Works by and Memorabilia of Antoine Laurent Lavoisier, 1743–1794... Exhibited at the Grolier Club (New York, 1952).
- Daumas, M. . Paris: Presses Universitaires de France. 1955.
- Donovan, Arthur. . Cambridge, England: Cambridge University Press. 1993.
- Duveen, D. I. and H. S. Klickstein, A Bibliography of the Works of Antoine Laurent Lavoisier, 1743–1794 (London, 1954)
- Grey, Vivian. . Coward, McCann & Geoghegan, Inc. 1982.
- Guerlac, Henry. . Ithaca, New York: Cornell University Press. 1961.
- Holmes, Frederic Lawrence. . Madison, Wisconsin: University of Wisconsin Press. 1985.
- Holmes, Frederic Lawrence. . Princeton University Press. 1998.
- Jackson, Joe. . Viking. 2005.
- Johnson, Horton A. . Chemical Heritage. 2008, 26 (1): 30 – 35.
- Kelly, Jack. . Basic Books. 2004. ISBN 0-465-03718-6.
- McKie, Douglas. . Philadelphia: J. P. Lippincott Company. 1935.
- McKie, Douglas. . New York: Henry Schuman. 1952.
- Poirier, Jean-Pierre. . University of Pennsylvania Press. 1996, English edition.
- Scerri, Eric. . Oxford University Press. 2007.
- Smartt Bell, Madison. . Atlas Books, W. W. Norton. 2005.

## 外部連結
- Panopticon Lavoisier （页面存档备份，存于） a virtual museum of Antoine Lavoisier
- Antoine Lavoisier （页面存档备份，存于） Chemical Achievers profile
- Antoine Laurent Lavoisier
- Antoine Lavoisier的作品  - 古騰堡計劃
- Location of Lavoisier's laboratory in Paris
- Radio 4 program on the discovery of oxygen （页面存档备份，存于） by the BBC
- Who was the first to classify materials as "compounds"? （页面存档备份，存于） – Fred Senese
- Cornell University's Lavoisier collection （页面存档备份，存于）
- Bibliography （页面存档备份，存于） at Panopticon Lavoisier
- Les Œuvres de Lavoisier （页面存档备份，存于） (The Complete Works of Lavoisier) edited by Pietro Corsi (Oxford University) and Patrice Bret (CNRS) （法文）
- Oeuvres de Lavoisier （页面存档备份，存于） (Works of Lavoisier) at Gallica BnF in six volumes. （法文）
- Works of Lavoisier at Internet Archive
- WorldCat author page （页面存档备份，存于）
- Elements of Chemistry – Google books version of the 1965 Dover reprint (limited preview)